# 相槌
日语中的相槌（日语： IPA：[aizɯ(ꜜ)tɕi] Aizuchi），类似于中文的附和，比喻在对话时听者所讲的客套话，表达关注或理解之意。
听者会用“相槌”话语回应讲话者，表明自己在听讲，让讲话者安心。
“相槌”源自日本铸铁工业，两位工人交替捶打生铁的过程，用以比喻“為使對話順利進行，以簡短的答覆應付對方”的做法。

## 例句
日语常见的相槌句式包括：
- はい，ええ，うん：是；依不同场合使用
- そうですね：没错
- たしかに：的确
- そうですか：这样吗？
- ，に，マジ，（关西腔）本真：真的吗？
- なるほど：原来如此
- わかった：知道了
- そして？：然后呢？
- 信じられない：真是难以置信

除此之外，重复对方的部分关键词，并以疑问助词ですか回应亦是相槌的一种。例如：
- 甲：我买了辆新车。（新しい車を買ったんです。）
- 乙：新车吗？（車ですか？）

这种形式被称为返问语（おうむ返し疑問文），是仅用以延续对话，让对方继续说下去的回应方式。
点头也可视为广义上的相槌回应。
对于非日语母语者来说，相槌可能会被误解为真心认同。在商业场合，外国人可能会将日本人所说的（是）误解为“认同”之意，但其本意仅是“了解”，而不一定是认同。

## 延伸阅读
- Boye De Mente（英语：Boye De Mente） (2011). Japan's Cultural Code Words: 233 Key Terms That Explain the Attitudes and Behavior of the Japanese. Rutland, Vermont: Tuttle Publishing.